# 伊尔内留斯

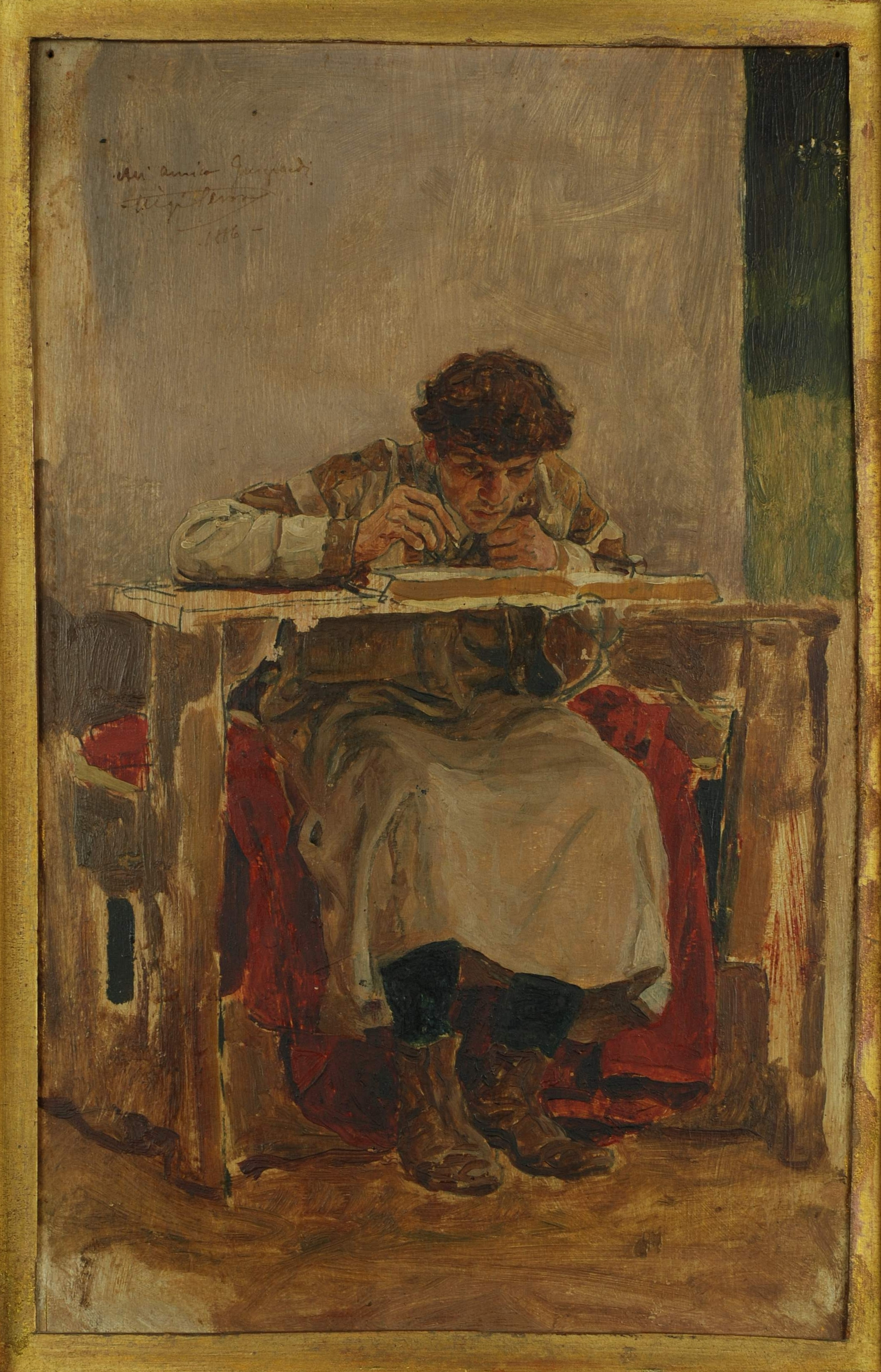
伊尔内留斯

伊尔内留斯（拉丁語：Irnerius），十二世纪意大利法学家，注释法学派及继受罗马法创始人，受到卡诺莎的玛蒂尔达的影响，在博洛尼亚大学教授重新发现的查士丁尼法典，对欧洲罗马法的复兴产生了重要影响。